# Bajkove-begraafplaats
De Bajkove-begraafplaats (Oekraïens: Байкове кладовище) is een begraafplaats in Kiev, Oekraïne. Het is een nationaal historisch monument en staat bekend als een necropolis van vooraanstaande mensen.

## Achtergrond
De begraafplaats werd opgericht in 1833. Hoewel gedacht wordt dat het zijn naam dankt aan het nabijgelegen landgoed Bajkovo, is het in werkelijkheid vernoemd naar generaal Sergej Vasiljevitsj Bajkov. Het oudste deel van de begraafplaats ligt ten zuiden van de Bajkova-heuvel. Het grootste deel ligt ten noorden van de straat en is vijftig jaar later aangebouwd. Het is gedeeltelijk omgeven door een muur. Naast de orthodoxe graven zijn er ook katholieke en lutherse graven te vinden.
In de Sovjettijd werd de Baikove-begraafplaats de belangrijkste necropolis van de Kievse intelligentsia, de midden- en hogere klassen. Veel van de grafstenen werden monumentale kunstwerken. Ook na de Oekraïense onafhankelijkheid is de begraafplaats de meest prestigieuze begraafplaats van de stad gebleven. Er zijn in totaal 87 monumenten te vinden.
Op de begraafplaats werd er tussen 1884 en 1889 een orthodoxe kerk in Byzantijnse stijl gebouwd. Door de opbrengst van de verkochte begraafplaatsen kon dit worden gerealiseerd. Tijdens de Sovjettijd werd het bewaard als herdenkingszaal voor begrafenisceremonies. Tegenwoordig wordt het weer als kerk gebruikt.
In 1975 werd in het westelijke deel van de begraafplaats een nieuw crematorium in moderne stijl gebouwd.

## Graven van bekende personen
Enkele bekende personen die op Baikove begraven liggen, zijn:
- Andrij Bal
- Boris Sjachlin
- Joerij Vojnov
- Leonid Kadenjuk
- Lesja Oekrajinka
- Levko Loekjanenko
- Maria Zankovetska
- Mykola Lysenko
- Oleg Antonov
- Oleksandr Zintsjenko
- Petro Sjelest
- Polina Astachova
- Tatjana Jablonska
- Valerij Lobanovskyj
- Vasyl Stoes
- Viktor Tsjanov
- Volodymyr Sjtsjerbytsky
- Wanda Wasilewska